# レジーナ・トルネ
レジーナ・トルネ（スペイン語: Regina Torné、1945年10月2日 - ）はメキシコの女優。有名なメキシコの女優兼コメディアン。トルネは、テレノベラでの悪役で最もよく知られている。

## テレビ石鹸
- 1993 Clarisa - ベアトリス・デ・ブラチョ・サナブリア夫人
- 1997 La chacala 快適さ
- 2011 Cielo rojo エンシナスのロレート・ヴダ夫人
- 2014 Siempre tuya Acapulco  ソラヤパティニョ